# 指南里
24°58′22.605″N 121°35′49.162″E / 24.97294583°N 121.59698944°E
指南里為臺灣臺北市文山區轄下一里，屬二格山次分區，名稱取自境內名勝指南宮。里內有台北市著名茶鄉貓空。

## 地理位置
指南里位於文山區東南隅之二格山次分區。
- 東界：新北市深坑區
- 西界：老泉里
- 南界：新北市新店區
- 北界：萬興里、政大里

## 歷史沿革
- 清治光緒年間，福建安溪張氏家族移民來台，於此山地以種稙茶葉維生，屬拳山堡內湖。
- 日治大正9年（1920年）地方制度改正，為文山郡深坑11、13保。
- 民國35年（1946年）行政區域改編，因區域內之指南宮名聞遐邇而命名指南村，屬臺北縣文山區木柵鄉。
- 1968年，木柵鄉併入臺北市，改制為木柵區指南里。
- 1990年，台北市行政區域調整，改隸木柵、景美合併之文山區。